# 고진 (고구려)
고진(高震, 699년~773년)은 고구려 왕실의 후손으로, 당나라에서 활동한 인물이다.

## 생애
당나라로부터 극진한 대우를 받은 것으로 추정되며, 당나라로 침공하는 북방민족을 막아 물리치는 데 공을 세워 개부의동삼사공부상서특진우금오위대장군안동도호담국공상주국(開府儀同三司工部尙書金吾衛大將軍安東都護郯國公)의 직함과 영작(榮爵)을 당나라로부터 받았다.